# De Hobbit
De Hobbit, of Daarheen en weer terug is een fantasyboek , geschreven door de Britse hoogleraar J.R.R. Tolkien. Het werd gepubliceerd op 21 september 1937 en kreeg datzelfde jaar zowel een nominatie voor de Carnegie Medal als een prijs van de New York Herald Tribune voor beste jeugdfictie. Tot op de dag van vandaag is het boek erg populair en wordt het erkend als een klassieker in de literatuur.

## Verhaal
Het boek beschrijft het verhaal van de hobbit Bilbo Balings die op reis gaat om een schat te zoeken, die bewaakt wordt door de draak Smaug. Bilbo's zoektocht brengt hem meerdere keren in gevaar, maar hij wordt bijgestaan door Gandalf, een tovenaar, en een aantal dwergen. Het verhaal wordt verteld in de vorm van een epische queeste: Elk hoofdstuk introduceert een nieuw duister wezen uit Midden-aarde en Bilbo wordt steeds bekwamer en wijzer. Aan het einde van het boek vindt De Slag van Vijf Legers plaats, waarin veel wezens uit eerdere hoofdstukken elkaar bevechten in een conflict.
Persoonlijke groei en heroïsche figuren spelen een grote rol in De Hobbit. Veel literatoren hebben de gebeurtenissen hierin verbonden met Tolkiens eigen ervaringen tijdens de Eerste Wereldoorlog, waarin hij meevocht in de Slag aan de Somme. De Angelsaksische literatuurkennis van de auteur en diens interesse voor fantasyverhalen worden ook genoemd als mogelijke invloedbronnen.

### Korte samenvatting
De hoofdpersoon is de Hobbit Bilbo Balings (Bilbo Baggins), die nooit avontuurlijk is geweest. Hobbits vormen een vredelievend volk dat in de Gouw woont. Ze kunnen ongeveer een meter lang worden. Samen met de tovenaar Gandalf en dertien Dwergen onderneemt hij een avontuur om een schat terug te winnen die de draak Smaug van de Dwergen gestolen heeft. Tijdens de tocht vindt hij een ring, die later in In de ban van de ring (The Lord of the Rings) een grote rol zal spelen. Door Bard, een boogschutter uit Esgaroth (Meerstad), wordt de draak Smaug verslagen en de schat door de dwergen heroverd. Bilbo vervolgt zijn avontuur en komt als een heel ander iemand thuis.

### Uitvoerige samenvatting
Bilbo Balings leidt, zoals dat van een hobbit verwacht mag worden, een rustig en voorspelbaar leven totdat de tovenaar Gandalf op een ochtend langskomt en Bilbo hem op de thee uitnodigt. Gandalf laat dertien dwergen meekomen (Dwalin, Balin, Bifur, Bofur, Bombur, Dorí, Norí, Orí, Oín, Gloín, Kilí en Filí) met als leider Thorin Eikenschild. De dwergen plannen een reis naar de Eenzame Berg waar Thorins grootvader ooit Koning onder de Berg was, totdat de draak Smaug de dwergen verdreef om hun rijkdommen in bezit te nemen. Bilbo wordt bij de onderneming betrokken. Aanvankelijk is dit tegen zijn zin, maar zijn eigenwaarde en heimelijke zucht naar avontuur maken dat hij alsnog meegaat.
Het eerste deel van de reis verloopt kalm, totdat de dwergen op een donkere avond zonder eten zitten, terwijl Gandalf net vooruit is gegaan. Als de groep op een kampvuur in een bos afgaat stuiten ze op drie bergtrollen die hen gevangennemen en dreigen op te eten. Gandalf komt echter op tijd terug en veroorzaakt ruzie tussen de trollen, tot de opkomende zon de trollen versteent. Dan betreden Gandalf, Bilbo en de dwergen de schuilplaats van de trollen, waar zij gestolen schatten en bijzondere wapens aantreffen. Bilbo neemt een klein elfenzwaard dat hij Prik noemt. Gandalf en Thorin nemen respectievelijk de elfenzwaarden Glamdring en Orcrist.
Ze maken een tussenstop in Rivendel waar Elrond, de halfelf, een geheime code in maanletters op de kaart ontdekt. Het reisgezelschap trekt de Nevelbergen in, maar wordt daar overvallen door een zwaar onweer en moet schuilen in een grot die een voorgeborchte van duistere schepsels blijkt te zijn. Wanneer Bilbo en de Dwergen in een grot door aardmannen gevangen worden genomen, zorgt Gandalf voor hun ontsnapping uit het grottenstelsel van de aardmannen. Tijdens deze ontsnapping raakt Bilbo van de rest gescheiden. Hij vindt de Ring, die lange tijd in het bezit van het duistere wezen Gollem is geweest. Na een raadselwedstrijd met Gollem weet hij te ontsnappen met behulp van deze magische ring. Hij voegt zich weer bij de dwergen en Gandalf. De aardmannen zitten echter achter hen aan. Toevallig belanden ze op een open plek in het bos, de plek waar de wargs die avond een bijeenkomst houden. Dan komen de aardmannen, woedend over de dood van hun koning, de Grote Aardman, die door Gandalf is gedood met zijn zwaard Glamdring. De reizigers worden in het nauw gedreven en zien zich gedwongen in bomen te klimmen. Gandalf gooit met dennenappels die hij met magisch vuur uit zijn staf heeft aangestoken. De dennenappels doden veel wargs of schroeien hun huid. Zelfs de leider van de wargs wordt verwond. Uiteindelijk komen de reuzenadelaars, die de avonturiers redden van de wargs en aardmannen. Gandalf, de dertien dwergen en Bilbo worden door de adelaars afgezet op de Karrots.
In de buurt van de Karrots woont Beorn, een shapeshifter of gedaantewisselaar en vriend van de bruine tovenaar Radagast. Bij hem kunnen de vijftien avonturiers even op krachten komen. Na een paar dagen gaat het gezelschap het duistere Demsterwold in. Daar vertelt Gandalf dat ze zonder hem verder moeten gaan.
Dat gaat goed totdat ze erge honger krijgen en van het pad afgaan, iets wat Beorn en Gandalf hen sterk hebben afgeraden. In de verte zien ze licht waar ze naartoe willen. Steeds wanneer ze bij het licht komen, dooft het en verplaatst het zich naar elders. Na drie keer verplaatsen raken ze elkaar kwijt in de duisternis van het woud en worden de dwergen gevangen door enorme spinnen. Bilbo ontkomt dankzij de Ring en bevrijdt de dwergen.
Als ze de volgende dag het pad proberen te bereiken, worden ze gevangengenomen door boselfen. Ze worden naar het paleis van de elfenkoning gebracht waar ze worden vastgehouden tot ze de reden van hun aanwezigheid vertellen. Alleen Bilbo wordt niet gevangen doordat hij onzichtbaar is door de Ring. Hij ontdekt al gauw waar de dwergen zich bevinden en bedenkt een ontsnappingsplan. Hij komt erachter dat het paleis aan een rivier ligt en dat via die rivier wijn en andere proviand wordt aangevoerd vanuit Meerstad (Esgaroth). Hij bevrijdt de dwergen uit hun cellen en laat ze in lege wijntonnen via de rivier ontsnappen naar Meerstad, waar ze warm worden onthaald door de koning.
Ze zetten hierna hun reis voort naar de Eenzame berg (Erebor). Daar aangekomen ontdekken ze de geheime ingang en met behulp van de kaart van Thorin wordt de deur geopend. Bilbo gaat naar beneden en neemt een gouden beker weg, waarna hij opnieuw naar de schuilplaats van de grote draak Smaug gaat en een gesprek met hem voert terwijl hij de Ring om heeft en dus niet gezien kan worden. Door de informatie van Bilbo gaat Smaug op weg naar Meerstad om daar de mensen te doden die de dwergen en Bilbo hebben geholpen. Smaug wordt tijdens zijn furie gedood door een pijl van Bard. Ondertussen heeft Bilbo op een derde tocht naar beneden de Arkensteen weten te bemachtigen.
Als ze de berg verlaten hebben en naar een betere schuilplaats zijn gegaan, horen Bilbo en de dwergen dat een leger van mensen en elfen onder leiding van Bard naar de Eenzame berg op weg is om een deel van de schat op te eisen, deels ook om het verwoeste Esgaroth te kunnen herbouwen. De dwergen blokkeren de ingang en Thorin weigert een deel van de schat af te staan. Dan gaat Bilbo met de Ring en de Arkensteen naar het kamp van de mensen en de elfen. Hij geeft de Arkensteen aan Bard, zodat Thorin een deel van de schat af zal staan om tegen de Arkensteen te ruilen. Dan arriveert het door raven ingelichte dwergenleger onder leiding van Daìn. Op dat moment komen ook de aardmannen en de wargs aan, en de Slag van Vijf Legers barst los. Uiteindelijk weten de dwergen, elfen en mensen te winnen met hulp van Beorn en Gandalf en de reuzenadelaars.
Bilbo weet niet hoe hij zijn aandeel in de schat mee naar huis moet krijgen en neemt genoegen met een kist gevuld met goud, en een kist gevuld met zilver. Samen met Gandalf reist hij terug naar de Gouw en Balingshoek. Wanneer hij als rijk man thuiskomt, blijkt dat de hobbits uit Hobbitstee de spullen uit zijn hobbithol aan het veilen zijn aangezien iedereen hem dood waant. Gelukkig kan hij op tijd de veiling stopzetten en krijgt hij zijn spullen terug, al is hij zijn aanzien bij de hobbits verloren.

## Verband metIn de Ban van de Ring
In Nagelaten vertellingen valt meer te lezen over de connecties tussen De Hobbit en In de Ban van de Ring. Zo ontdekt men in dit boek de achterliggende redenen die Gandalf had om het avontuur te organiseren. Een van de redenen is om de duistere vorst Sauron te dwarsbomen. Gandalf vermoedde namelijk dat wanneer Sauron weer zou opstaan, Smaug aan diens zijde zou strijden.
De ring die door Bilbo gevonden wordt, blijkt de Ene Ring, die toebehoort aan Sauron, al vermoedt niemand dit nog ten tijde van De Hobbit. Pas in In de Ban van de Ring ontdekt Gandalf de ware aard van de ring.
Toen Tolkien begon met In de Ban van de Ring bracht hij in De Hobbit nog enkele wijzigingen aan om de twee verhalen beter op elkaar aan te laten sluiten. Deze veranderingen zijn vanaf de tweede druk te lezen.

## Ontvangst
Het boek ontving goede kritieken en had ook financieel succes. Tolkiens uitgever wilde dan ook een vervolg. Sinds de publicatie in 1937 is het boek diverse malen herdrukt. 

## Bewerkingen
- De eerste bewerking van De Hobbit was een toneelstuk uit 1953, uitgevoerd door de St. Margaret's School, Edinburgh.
- In november 1968 maakte Michael Kilgarriff voor de BBC een radiohoorspel van De Hobbit. Dit hoorspel telde acht afleveringen.
- In 1969 verkocht Tolkien de filmrechten op het boek aan United Artists. In 1977 maakte Rankin/Bass de animatiefilm De Hobbit.
- Er bestaan meerdere computerspellen van De Hobbit, zowel gemaakt met als zonder instemming van Tolkien of zijn nabestaanden. Het succesvolste spel was The Hobbit uit 1982.
- In 2006 werd de verfilming van het verhaal aangekondigd, eerst als tweeluik, maar later als trilogie. Lange tijd werd gedacht dat regisseur Peter Jackson niet zou meewerken aan The Hobbit en een prequelfilm die The Hobbit en de trilogie met elkaar moest verbinden. In eerste instantie zou Guillermo del Toro de regie doen, maar het duurde voor hem te lang voor het project werd gestart. Uiteindelijk heeft toch Jackson de regie gedaan. New Line Cinema gaf aanvankelijk aan dat het boek in twee delen zou worden verfilmd. De twee delen kregen de naam The Hobbit: An Unexpected Journey en The Hobbit: There and Back Again.[2] In juli 2012 werd bekend dat er drie delen van de film zouden komen. Het tweede deel kreeg de naam The Hobbit: The Desolation of Smaug en The Hobbit: The Battle of the Five Armies werd de titel van deel drie.[3]

- Biblioteca Nacional de España: XX2035645
- Bibliothèque nationale de France: cb12545196g (data)
- Gemeinsame Normdatei: 4425920-7
- Library of Congress Control Number: n79102640
- MusicBrainz release group: 45ad51d8-952c-3a97-8722-91095e806446
- MusicBrainz work: 33626a98-6604-475c-92bb-a6757ab555cd
- Nationale Bibliotheek van Israël: 987007599020005171
- Virtual International Authority File: 309569545

Dwergen: Balin · Bifur · Bofur · Bombur · Dori · Dwalin · Fíli · Glóin · Kíli · Nori · Óin · Ori · Thorin Eikenschild
Bilbo Balings, een hobbit · Gandalf, een tovenaar
Beren and Luthien · Blad van Klein · Boer Gilles van Ham · De avonturen van Tom Bombadil · De Hobbit · De kinderen van Húrin · De Silmarillion · In de ban van de ring · Nagelaten vertellingen · Roverandom · The Return of the Shadow